# John Wilson (Politiker, 1777)
John Wilson (* 10. Januar 1777 in Peterborough, New Hampshire; † 9. August 1848 in Belfast, Maine) war ein US-amerikanischer Politiker. Zwischen 1813 und 1819 vertrat er zwei Mal den Bundesstaat Massachusetts im US-Repräsentantenhaus.

## Werdegang
John Wilson besuchte bis 1799 die Harvard University. Nach einem anschließenden Jurastudium und seiner 1802 erfolgten Zulassung als Rechtsanwalt begann er in Belfast im damaligen Maine-Bezirk des Staates Massachusetts in diesem Beruf zu arbeiten. Er war auch Hauptmann der Staatsmiliz. Politisch wurde er Mitglied der Föderalistischen Partei. Bei den Kongresswahlen des Jahres 1812 wurde er im neu eingerichteten 18. Wahlbezirk von Massachusetts in das US-Repräsentantenhaus in Washington, D.C. gewählt, wo er am 4. März 1813 sein neues Mandat antrat. Da er im Jahr 1814 nicht bestätigt wurde, konnte er bis zum 3. März 1815 zunächst nur eine Legislaturperiode im Kongress absolvieren. Diese war von den Ereignissen des Britisch-Amerikanischen Krieges geprägt.
Nach dem Ende seiner Zeit im US-Repräsentantenhaus praktizierte Wilson wieder als Anwalt. Bei den Wahlen des Jahres 1816 wurde er im 17. Distrikt seines Staates erneut in das US-Repräsentantenhaus gewählt, wo er am 4. März 1817 James Carr ablöste. Im Jahr 1818 wurde er nicht mehr zur Wiederwahl nominiert. Nach seinem endgültigen Ausscheiden aus dem Kongress betätigte John Wilson sich wieder als Jurist. Politisch ist er nicht mehr in Erscheinung getreten. Er starb am 9. August 1848 in Belfast.